# Gestelse Molen
De Gestelse Molen is een voormalige watermolen op de Zwarte Beek, gelegen aan de Maalbeekstraat ten zuidoosten van Paal. Het was een onderslagmolen die fungeerde als korenmolen. Graan werd gemalen en haver geplet.
De watermolen moet vóór 1700 gebouwd zijn en ze was deels adellijk bezit. In 1787 behoorde ze deels toe aan gravin Van Renesse. In dit jaar was de molen bouwvallig, en zij gaf toestemming tot herstel.
Ook in 1929 werd de molen grondig verbouwd, waarbij het binnenwerk werd vernieuwd. Ook werd een dieselmotor geplaatst die, wanneer er tekort was aan water, als krachtbron kon dienen. Tijdens de Tweede Wereldoorlog werd de dieselmotor door een elektromotor vervangen. Deze nam geleidelijk de gehele aandrijving over, terwijl er steeds minder werd gemalen. In 1970 stopte het bedrijf. In 1981 was het waterrad al verwijderd, en nu werd ook de molen ingericht als woonhuis, waarbij de wateras eveneens verdween. In 1994 werden de molenvijvers aangekocht door Natuurpunt, dat een vistrap aanlegde.

- Inventaris van het Bouwkundig Erfgoed (Vlaanderen): 21472